# Poésie narrative
 (octobre 2011).
La poésie narrative est un courant de la poésie italienne contemporaine dont les principaux représentants sont Carlo Bordini, Mauro Fabi et Andrea di Consoli. Cette poésie, qui sans renoncer à sa dimension expérimentale ou à une certaine forme de lyrisme exploite des matériaux divers - en usant du collage ou en incluant des fragments discursifs ou narratifs - et s'appuie sur le rythme et l'oralité non pour cacher le sens, mais pour le révéler.

## Citations
Carlo Bordini apporte quelques éclairages tant sur sa généalogie que sur ses modalités dans un entretien avec Olivier Favier et Francesco Pontorno au premier semestre 2010 dans la revue Europe :

« Apollinaire, Eliot, Gozzano, sont des poètes dont la langue est marquée par de forts éléments narratifs, ce qui n’est pas contradictoire avec d’autres éléments d’expérimentation et d’innovation. Gozzano est le père de la poésie italienne contemporaine, celui qui a essayé de nous libérer de D’Annunzio et qui a adopté une langue ordinaire, mais splendide. J’aime celui qui brise les conventions, qui corrompt, qui ne se soucie pas de la tradition et qui innove. Et j’aime aussi celui qui décide d’écrire dans la langue du quotidien. Gozzano a écrit dans la langue du quotidien à un très haut niveau. »

Mauro Fabi en a donné un genre de manifeste au ton volontiers polémique dans sa postface au Domaine des morts (Alidades, Evian, 2010) :

« Je ne crois pas que la poésie représente une autre manière de « nommer » les choses. En pareil cas nous devrions postuler l'existence de différents niveaux de langage et de différents niveaux de compréhension, et tout prendrait un air vaguement technique, qu'on pourrait réduire à une capacité à décoder. »